# Christuskirche (Brötzingen)

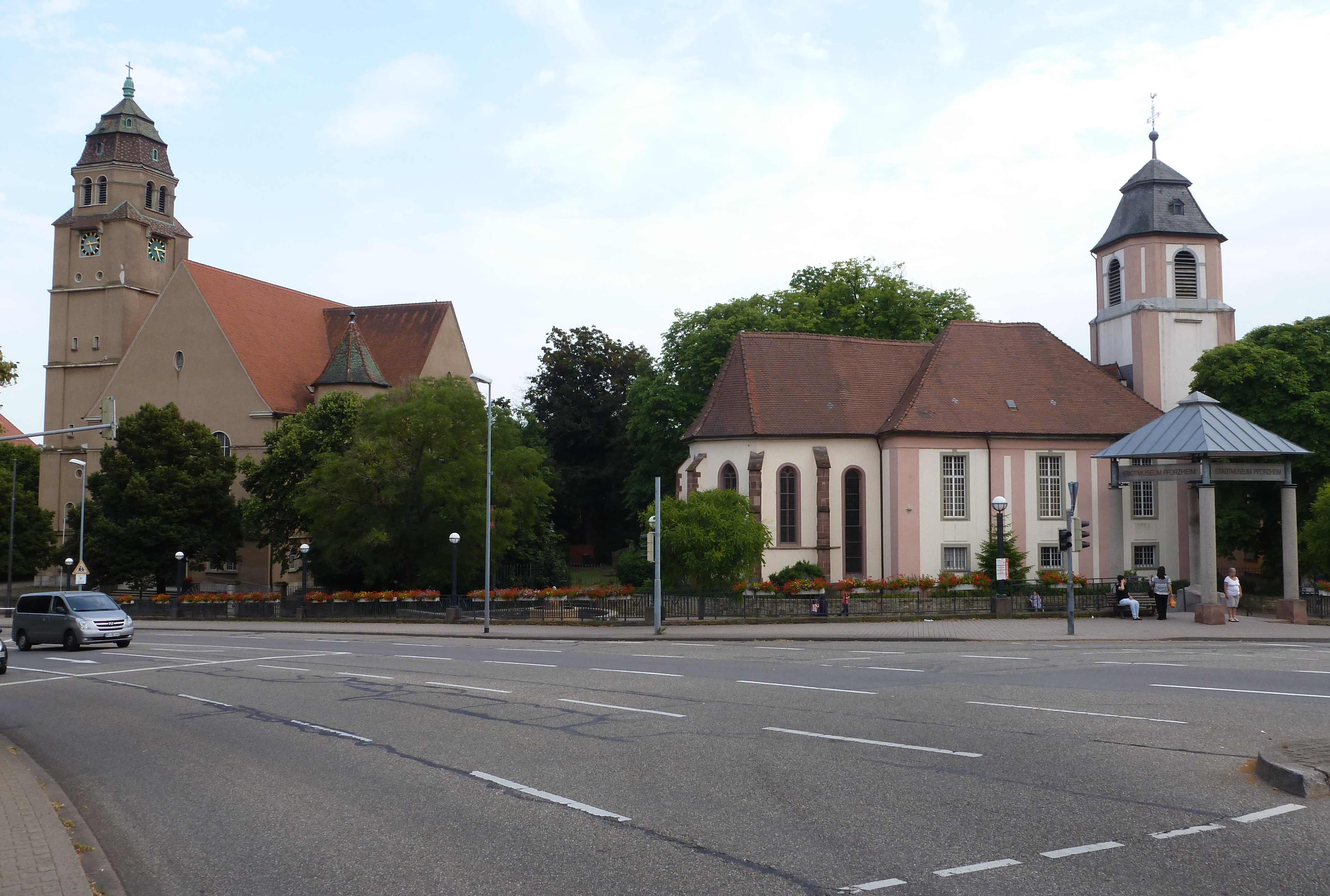
Christuskirche (links) und Martinskirche (rechts) in Brötzingen

Die Christuskirche in Brötzingen, einem Stadtteil von Pforzheim in Baden-Württemberg, ist eine evangelische Pfarrkirche. Sie wurde 1911/12 nach Plänen von Heinrich Henz erbaut und hat die benachbarte ältere Kirche St. Martin abgelöst, die 1938 profaniert wurde.

## Geschichte
Bereits 1894 gab es Abrisspläne für die in die Jahre gekommene alte Martinskirche, die ursprüngliche Kirche Brötzingens. Als ihr Ersatz wurde 1909 von Kirchenbaurat Heinrich Henz ein Neubau auf dem umliegenden Kirchhof geplant. Auf dem Kirchhof war bis ins 19. Jahrhundert das ursprüngliche Begräbnis der Brötzinger gewesen. 1865 war der Friedhof aufgegeben und durch den Friedhof in den Maihälden ersetzt worden. Auf der alten Friedhofsfläche wurde die Christuskirche 1911/12 errichtet. Gleichzeitig entstand auch ein neues Pfarrhaus.
An der Kirche wirkte nach ihrer Fertigstellung der überregional bekannt gewordene blinde Organist Ludwig Kühn.
Die alte Kirche St. Martin wurde doch nicht abgerissen. Stattdessen wurde sie noch für einige Zeit von der lutherischen Gemeinde genutzt, 1938 profaniert und inzwischen in das Pforzheimer Heimatmuseum einbezogen.
Die Christuskirche ist das Wahrzeichen Brötzingens und sie bildet gleichzeitig den Eingang in den historischen Ortskern.

## Beschreibung
Die Christuskirche wurde mit charakteristischen Merkmalen des Jugendstils erbaut und gilt als Musterbeispiel der protestantischen Predigtkirche nach den Vorgaben des Wiesbadener Programms.

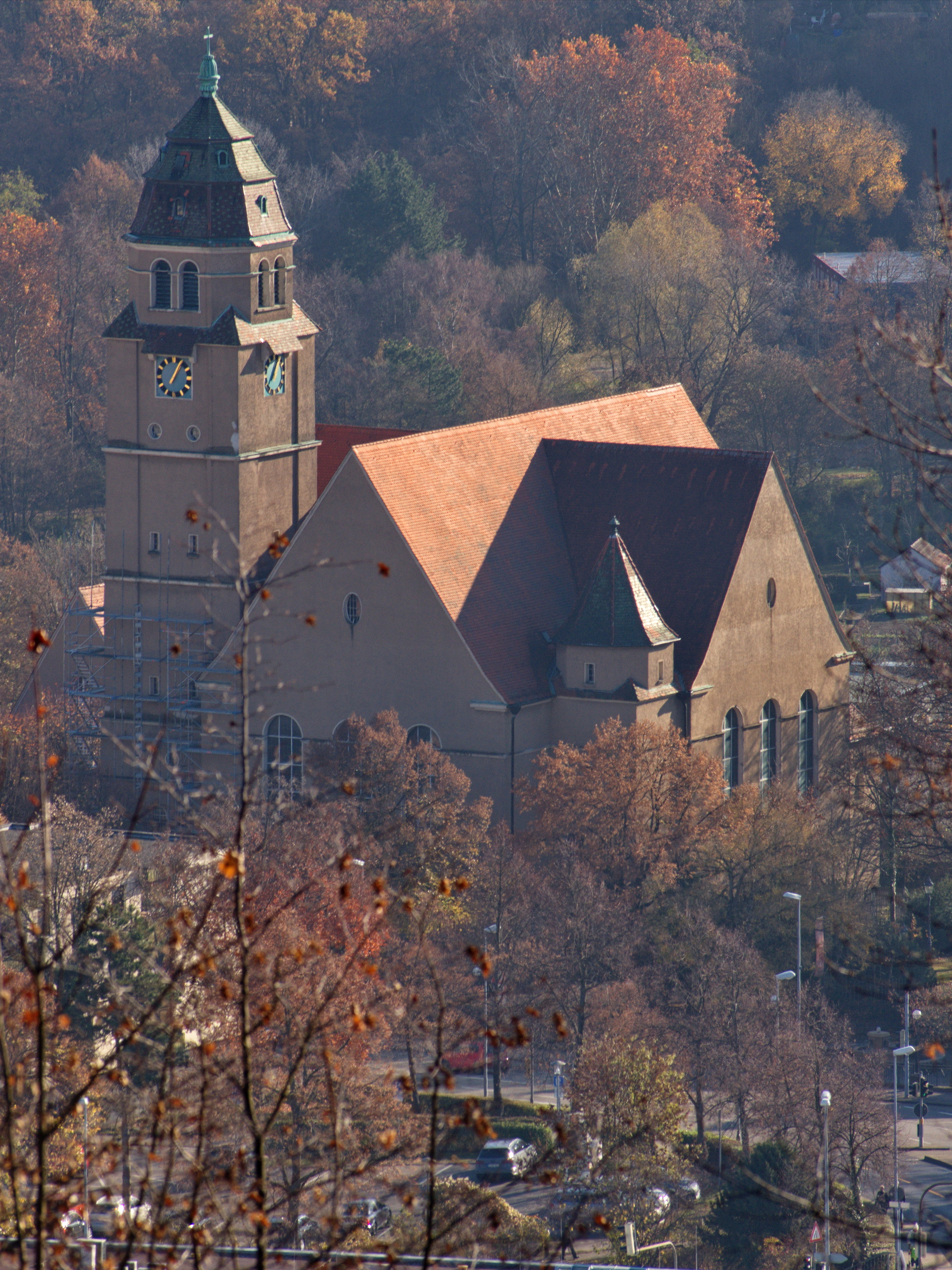
Christuskirche in Brötzingen von der Wiese unterhalb des Wallberg's aus gesehen

Die Kirche hat einen kreuzförmigen Grundriss, an dessen Nordostecke ein Turm angebaut ist. Im Innern ist die Kirche als Zentralraum ausgestaltet, der auf den Altarbereich mit Altar, dahinter befindlicher Kanzel und darüber auf der umlaufenden Empore aufgestellten Orgel ausgerichtet ist. Hinter der Kanzel befindet sich an der an dieser Stelle erhöhten und mit einem Dreiecksgiebel versehenen Brüstung der Orgelempore ein Altargemälde mit Maria und Martha von Hans Schrödter, von dem auch die farbige Ausmalung der Kirche stammt. Die Kirche verfügt ferner über ein spätgotisches Kruzifix, das aus der alten Kirche übernommen wurde.
Am Turm befindet sich eine Christusplastik von Adolf Sautter.
Die 1923 als Ehrenmal für die Gefallenen des Ersten Weltkriegs bei der Kirche aufgestellte Plastik des Trauernden Jünglings schuf Fritz Hofmann, damals Meisterschüler an der Karlsruher Akademie.